# Acholeplasmataceae
Az Acholeplasmataceae az a baktériumok Mollicutes osztályába tartozó Acholeplasmatales rend mely egyetlen családja. A családba két nemzetséget sorolnak, ezek az Acholeplasma és a Phytoplasma. Mivel a fitoplazmákat nem sikerült még kultúrában szaporítani, Candidatus rendszertani státuszban vannak.
Etimológia: Az Acholeplasmatales név a görög a = nem, cholè = epe (de itt a koleszterinre utal) és plasma = formálható anyag szavakból származik.
Az Acholeplasmatales rend fajai nem igényelnek koleszterint fejlődésükhöz, eltérően a Mycoplasmatales fajaitól. A koleszterin nevű szterol fontos építőeleme a mikoplazmák sejthártyájának, de az acholeplazmákban és általában a baktériumokban nincs jelen.

## Jellemzői
Az Acholeplasmatales fajai fakultatív anaerob életmódot folytatnak. Legtöbbjük gerincesek, rovarok vagy növények parazitái vagy kommenzalizmusban élnek velük, néhány faj pedig szaprofita.
A fitoplazmák edényes növények floémjának rostacsőelemeit kolonizálják, betegséget okozva. Ritkábban parazita növények közreműködésével, gyakrabban a növényi nedveket szívogató, a Cicadellidae (mezeikabóca-félék), Psyllidae (levélbolhák) és Fulgoridae családokba tartozó rovarok által terjed, azok hemolimfájában, nyálmirigyében és egyéb szerveiben fennmaradva. Más mollicutesekhez hasonlóan magas gazdaszervezet-specifikusságot mutatnak.

## Osztályozása
A Mollicutes első leírása azon alapult, hogy az egyes taxonok növekedéséhez szükség van-e koleszterinre, vagy sem. A korábbi Mycoplasmatales rendet két család, a koleszterint igénylő Mycoplasmataceae és az azt nem igénylő Acholeplasmataceae alkotta.
Annak fényében, hogy az acholeplazmák mennyire különböznek a Mycoplasmataceae és a Spiroplasmataceae fajaitól, Freundt és tsai. 1984-ben javasolták az Acholeplasmataceae rend rangjára emelését Acholeplasmatales néven, így elkülönítve a Mycoplasmatales-től.
1987-ben a koleszterinigényen alapuló megkülönböztetés elégtelenné vált, amikor egy harmadik rendet, az Anaeroplasmatales-t is bevettek a családba; innentől az anaerob körülményektől való függőséget is karakterisztikus eltérésnek tekintik.

## Fordítás
- Ez a szócikk részben vagy egészben az Acholeplasmataceae című angol Wikipédia-szócikk ezen változatának fordításán alapul.  Az eredeti cikk szerkesztőit annak laptörténete sorolja fel. Ez a jelzés csupán a megfogalmazás eredetét és a szerzői jogokat jelzi, nem szolgál a cikkben szereplő információk forrásmegjelöléseként.